# Naumburger Stifterfiguren
Die zwölf Naumburger Stifterfiguren gehören zu den bedeutendsten deutschen Skulpturen des Mittelalters. Bei den beiden zentralen Figurengruppen, die sich im Westchor des Naumburger Domes gegenüberstehen, handelt es sich auf der Südseite um Markgraf Hermann mit seiner Gemahlin Reglindis und auf der Nordseite um Markgraf Ekkehard II. mit seiner Gemahlin Uta. Die Stifterfiguren wurden vom Naumburger Meister etwa in der Mitte des 13. Jahrhunderts aus Grillenburger Sandstein gefertigt. Zu diesem Zeitpunkt waren die Stifter schon etwa zwei Jahrhunderte tot. Hervorgehoben von den anderen Stifterfiguren, als Herrscherpaare dargestellt, umgeben die beiden Paare den Westchor in vier Metern Höhe. Sie wurden direkt bei der Errichtung des Westchores mit eingebaut, da sie untrennbar mit dem sich dahinter befindenden Mauerwerk verbunden sind. Markgraf Hermann und Markgraf Ekkehard II. waren die Söhne des Stadt- und Stiftsgründers Ekkehard I. von Meißen.

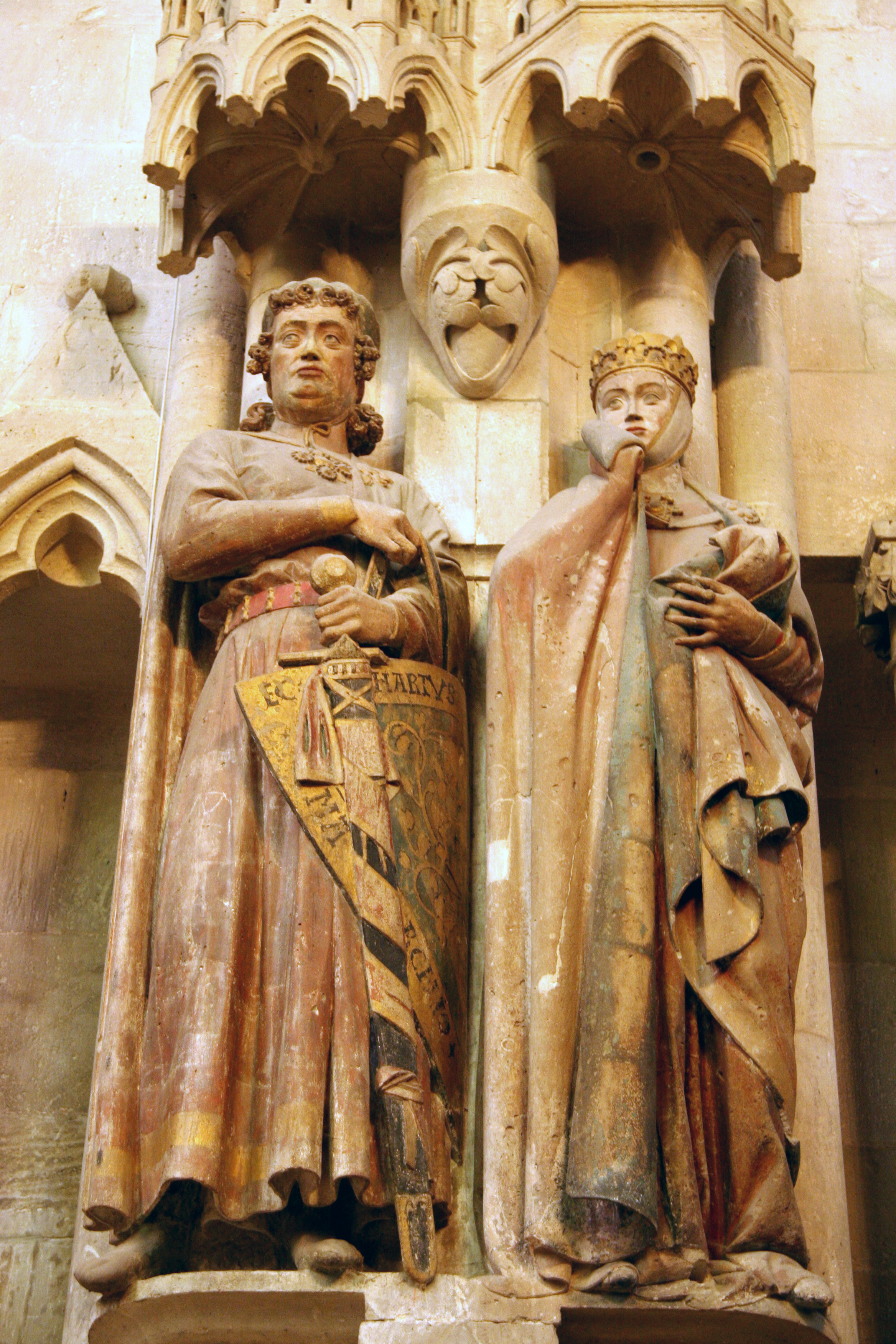
Stifterfiguren Ekkehard II. und Uta

## Werkgeschichte
Die zwölf Figuren sind die bekanntesten Werke im Naumburger Dom. „Der Werkmeister und Künstler ist namentlich nicht bekannt, so dass man ihn nach seinem Hauptwerk in Naumburg, dem Westchor des Doms, als Naumburger Meister bezeichnet. Die Stifterfiguren sind konstruktiv in die Architektur eingebunden, und diese ist wiederum auf die Skulpturen abgestimmt. Die Einheitlichkeit von Konzeption und Gestalt des Westchors führt zu der Annahme, dass der Naumburger Meister gleichzeitig als Architekt und als Bildhauer tätig war.“
Die lebensgroßen Figuren tragen Kleidung sowie Waffen des 13. Jahrhunderts. Die Gesichter der Skulpturen sind sehr naturalistisch dargestellt. Jede der zwölf Stifterfiguren besitzt eine eigene und unverwechselbare Identität, sie unterscheiden sich deshalb nicht nur durch ihre Kleidung, die Waffen und den Schmuck voneinander, sondern auch durch ihre Gestik und Mimik.
Durch die Architektur werden die Statuen zu einer Einheit zusammengefasst. Der Zyklus wurde ganz bewusst entgegenstellend angeordnet. In der Mitte befinden sich die beiden Hauptstifterpaare, die letzten Besitzer der Naumburger Burg. Markgraf Hermann neben seiner Gemahlin Reglindis, welche eine polnische Königstochter war, sowie Markgraf Ekkehard und Uta, eine Grafentochter aus Ballenstedt im Harz. Sie sind jeweils als Paar nebeneinander aufgestellt. So erhalten sie mehr Gewicht als die isoliert stehenden Einzelfiguren. Ihnen wurde zudem der ehrenvollste Platz im Chor zugewiesen, vor den stärkeren Dienstbündeln zwischen Polygon und Chorquadrat und unmittelbar seitlich vom Hochaltar.

## Historischer Hintergrund
Auf Grund der Baugeschichte des Naumburger Domes ist nicht sicher zu entscheiden, welche Statuen zuerst und welche zuletzt geschaffen wurden.
Betrachtet man die Stammbäume der dargestellten Figuren, fällt auf, dass die meisten mit dem Bauherren, Bischof Dietrich II. von Meißen, weitläufig verwandt sind. „Aber die Verwandtschaft mit dem regierenden Bischof kann nicht allein der Grund dafür gewesen sein, sie in so auffälliger Weise mit ‚Denkmälern‘ zu ehren.“  Vor allem wenn man bedenkt, dass sie sich im Chor befinden, also in einem Raum, der normalerweise nur Geistlichen zugänglich ist. Zudem symbolisiert der Standort der Stifterfiguren den Zeitraum zwischen Tod und Endzeit, in der jeder Mensch die Folgen seiner individuellen Lebensführung am intensivsten zu spüren bekam.
Der Hauptgrund für diese Ehrung dürfte sein, dass die hohe Naumburger Geistlichkeit sich die Stifter ihrer Kirche bei den jährlich auszurichtenden Memorienfeiern im Bilde vergegenwärtigen wollte. Hinzu kommt, dass die Stifter den hohen Adel repräsentieren als die bedeutendsten Wohltäter der Kirche. Sie sollten als Vorbild für neue Stifter werben, aber auch Zeugen für ihre Stiftungen sein, also für den Besitz der Kirche.  „Indem sie an den liturgischen Feiern einerseits teilnehmen, andererseits aber in einer Raumzone stehen, die den Heiligen vorbehalten war, verbinden sie nicht nur die Toten mit den Lebenden zu einer alle umfassenden Gemeinschaft, sondern auch die noch auf Erden lebenden Teilnehmer an der gottesdienstlichen Feier mit den Fundatoren, für die ständig gebetet wurde und denen ein Platz im himmlischen Paradies bereits gewiss war.“

## Herstellung und technische Merkmale
Da die Stifterfiguren zu ihrer Entstehungszeit schon seit 200 Jahren verstorben waren, scheinen sie als „individuell charakterisierte Persönlichkeiten, denen der Naumburger Meister eine Seele verlieh.“  Im deutschsprachigen Raum wandte man sich ab 1200 von der schemenhaften Darstellung von Skulpturen ab und entwickelte sich hin zu einer naturalistischen, welche hier im Naumburger Dom ihren Höhepunkt fand. Das erreichten die Bildhauer „durch die Steigerung individueller Merkmale und durch die Bewegung der Figuren.“
Hinzu kam die ungewöhnliche Idee, weltliche Personen statt heiliger im Bereich des Chores zu postieren. Die beiden Ehepaare stehen an der Grenze zwischen Chorquadrum und Chorpolygon und werden dadurch von den restlichen Stifterfiguren hervorgehoben. Der jochtrennende Dienst, der die Grenze beider Raumteile kennzeichnet, verläuft genau zwischen den beiden Ehepartnern. Um die Zusammengehörigkeit der Paare zu verdeutlichen und sie nicht auseinanderzureißen, ist der kräftige Mitteldienst auf Höhe der Paare ausgespart. Er endet in einem Kegelstumpf und „setzt über den Köpfen mit einer Blatt- und Maskenkonsole neu an, worüber die Baldachine hängen, von denen jeder gleichförmig und für sich gebildet sowohl die Eigenständigkeit als auch die Zusammengehörigkeit der beiden Ehegatten betonen.“
Ursprünglich waren die Skulpturen mit einer besonders leuchtenden, polychromen Farbfassung versehen. Im Jahre 1518 wurden die Figuren dann erneut in Farbe gefasst. Diese zweite Farbfassung ist genau datiert, da man im Naumburger Domstiftsarchiv eine Rechnung über die Arbeiten vorliegen hat. 

## Markgraf Ekkehard II. und Uta

### Beschreibung

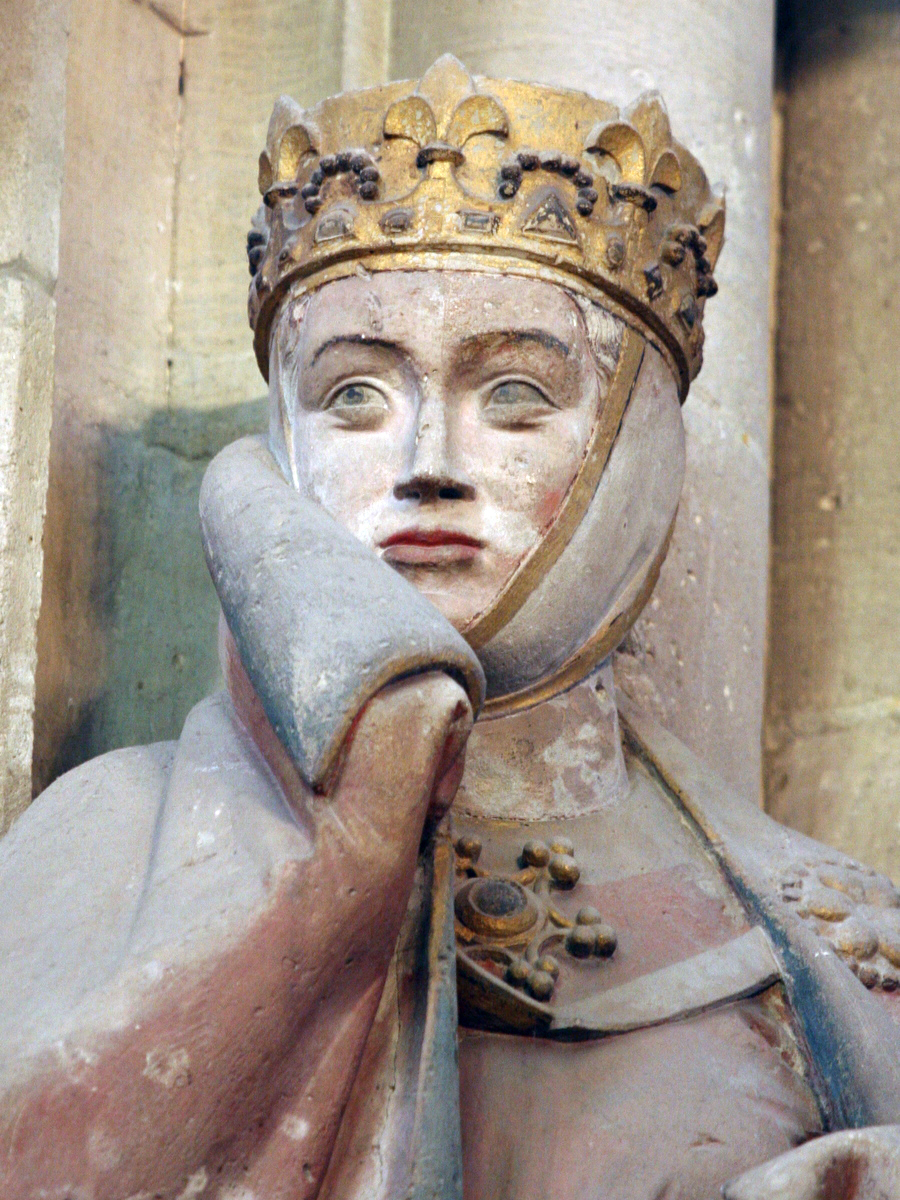
Statue Utas im Naumburger Dom

Die Identifizierung des Paares ergibt sich aus dem Schriftzug „ECHARTVS MARCHIO“, welcher sich auf dem Schild Ekkehards befindet.
Ekkehard ist als resoluter, machtbewusster Charakter, das Abbild des Herrschers, dargestellt. Er hält fest und entschlossen sein Schwert, ebenso entschlossen ist auch sein Blick. Er scheint ein energischer Mann zu sein, der genau weiß, was er will, und der seinen Willen durchzusetzen versteht. Seine Mimik entspricht dem kraftvollen und geschmeidigen Körper. Es scheint, als haben Kraft, Energie, aber auch Selbstbewusstsein und Härte diesen Markgrafen einst geprägt.
Neben ihm steht Uta von Ballenstedt. Sie entstammte dem hochadeligen Geschlecht der Askanier und war mit dem Kaiserhaus verwandt. Sie wurde um das Jahr 1000 geboren. Die ersten Jahre ihres Lebens verbrachte sie in Ballenstedt, auf der Stammburg ihrer Eltern, und gehörte zu den Menschen, die politische Ereignisse prägten und Verantwortung übernahmen. Sie war finanziell, rechtlich und gesellschaftlich bessergestellt und konnte als Erwachsene frei über ihren Besitz verfügen. Jedoch stand auch sie unter dem Schutz sowie der Gewalt ihres Mannes und war als Frau von gerichtlichen wie auch öffentlichen Ämtern ausgeschlossen.
Durch ihre Kopfbedeckung und ihren Tasselmantel ist sie sehr nobel und elegant dargestellt. Sie trägt eine vergoldete Haube, über der eine prunkvolle Lilienkrone mit Edelsteinen sitzt. Durch das sogenannte Gebende, ein Band aus Leinen oder Seide, das unter der Krone und der Haube verläuft und um Ohren und Kinn geschlungen ist, zeigt sie ihr Bündnis zu Ekkehard, denn dieses Band war seit dem 12. Jahrhundert bei verheirateten Frauen üblich. Das Haar wurde unter dem Gebende zu einem Zopf geflochten. Sie trägt einen roten Mantel mit goldenem Saum und grünem Pelzbesatz, zudem einen seidenen Surcot, d. h. eine Ärmeltunika, die am Halsausschnitt mit einer goldenen Stickerei verziert ist. Dieser Surcot reicht ihr bis zu den Schuhen, so dass nur die Zehenspitzen hervorschauen. Darunter trägt sie eine langärmelige Cotte, von der aber nur die roten Ärmelbündchen zu sehen sind. Alles wird mit einem großen prunkvollen Fürspann auf der Brust zusammengehalten. Diese differenzierte Darstellung von Details sowie der Anatomie (z. B. die filigranen, zum Teil abgespreizten Finger) zeugt von einem intensiven Naturstudium des Naumburger Meisters.
Gegenüber Ekkehard scheint sich die zarte Frau mit dem hochgezogenen Mantel abgrenzen und schützen zu wollen und steht dennoch unter dem festen Schutz dieses Mannes. Ruhig und verschlossen ist der Ausdruck ihres edlen Gesichtes. Uta und Ekkehard verkörpern ein Herrscherpaar des hohen Mittelalters. Aus ihrer Beziehung gingen offenbar keine Nachkommen hervor. Zumindest ist es ungeklärt, „ob die Ehe kinderlos blieb oder ihre Kinder in jungen Jahren verstarben, etwa infolge einer Epidemie.“

## Markgraf Hermann und Reglindis

### Beschreibung

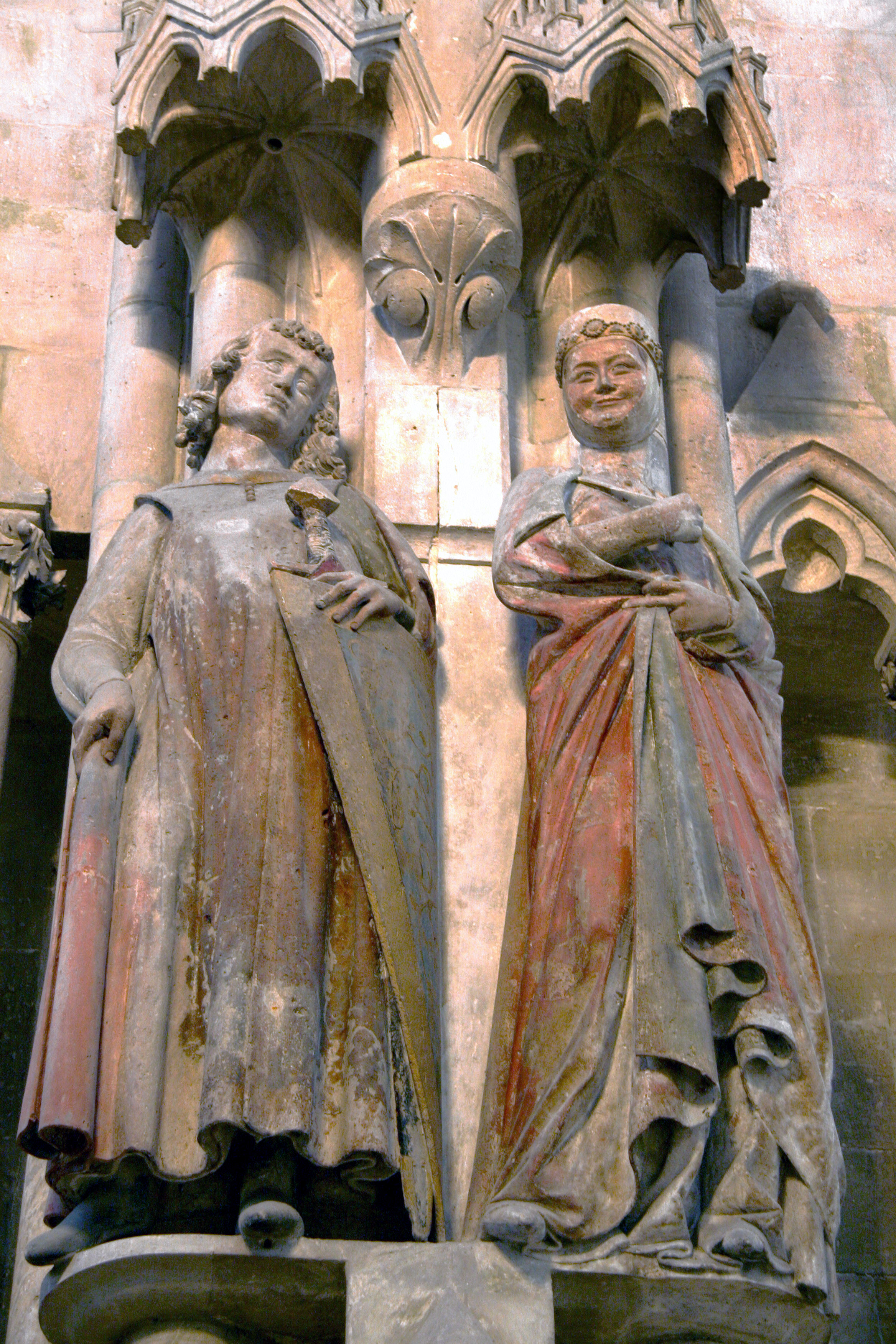
Stifterfiguren Hermann von Meißen und Reglindis

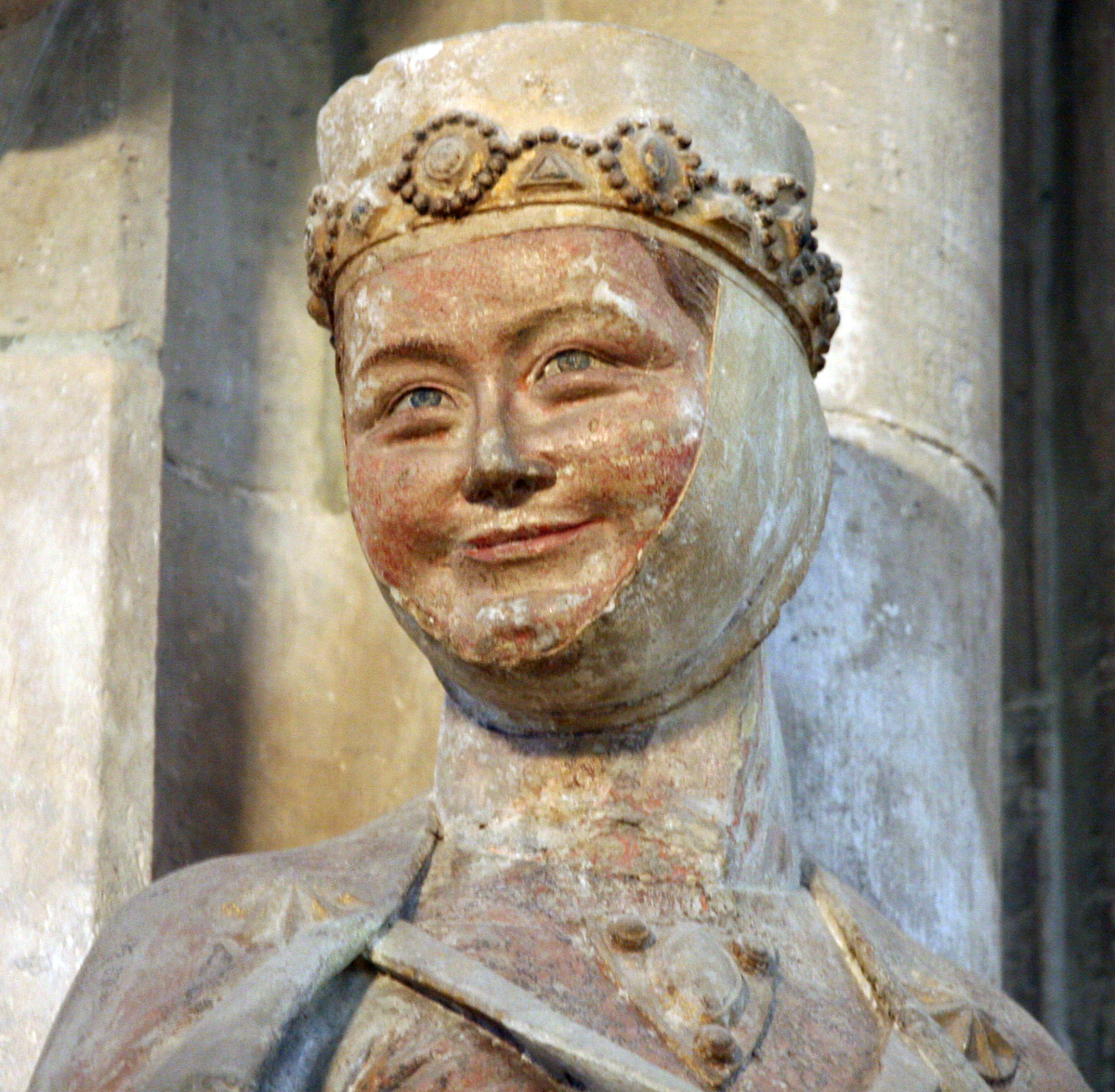
Reglindis, Statue im Naumburger Dom (2007)

Im Mortuologium, dem Totenbuch, des Domes wird Hermann mit dem Zusatz „comes et canonicus“, also Domherr, versehen, er hatte demnach als einziger der Hauptstifter einen hohen geistlichen Rang.
Er war der ältere der beiden Brüder und der Nachfolger des ermordeten Ekkehard I. und dessen Bruder Gunzelin im Markgrafenamt. Er ermöglichte die Verlegung des Bistums von Zeitz nach Naumburg durch die von ihm gestiftete und gegründete Propsteikirche. Kurze Zeit später übergab er sein Markgrafenamt seinem Bruder und zog sich als Domkanoniker zurück. Er starb im Jahre 1038.
Seine Gestalt ist eher melancholisch dargestellt, sein Kopf ist kraftlos zur Seite geneigt und es scheint, als blicke er fast wehmütig ins Leere. Es wirkt, als schwanke er unsicher, unschlüssig darüber, ob er mit seiner rechten Hand den Mantel, der ihm über die Schulter gerutscht ist, anheben solle oder nicht. Seine linke Hand ruht kraftlos auf dem Rand eines Schildes.  Gemessen an seiner Körpergröße und im Vergleich zu den anderen Chorstatuen erscheinen Schild und Schwert zu groß. Sie werden von den Fingern der linken Hand sehr zaghaft gehalten. Dies erweckt nicht den Eindruck eines Kämpfertyps, vielmehr hat der Körper etwas ruhendes, in sich gekehrtes. Er scheint eher weich und empfindlich zu sein – ganz im Gegensatz zu seinem Bruder Ekkehard. Zudem ist er im Vergleich zu Ekkehard jünger dargestellt, obwohl er der ältere der beiden war. Dies hat den Grund, dass seine Gemahlin Reglindis in jungen Jahren starb und sie deshalb gemeinsam als Paar nur jung dargestellt werden können.
Neben ihm befindet sich seine Frau Reglindis. Von der schönen Polin ist bekannt, dass sie jung und kinderlos starb und im Dom bestattet wurde. Zum Zeitpunkt ihrer Eheschließung mit Hermann war sie etwa vierzehn Jahre alt. Ihr kesses Lächeln spricht von der ganzen Unbekümmertheit, fast Naivität ihrer Jugend. Reglindis wird als freundliche, lebenslustige, vielleicht auch unkomplizierte Frau gezeigt. Durch die Haltung der Arme und Hände, sowie die Biegung der ganzen Gestalt, wirkt sie sehr charmant. Der anmutige Gesichtsausdruck lässt sie selbstsicher erscheinen. Ihre rechte Hand hält den Tasselriemen, während die Linke mit je zwei Fingern die Mantelenden vor der Taille zusammenhält. Ihren Kopf hat sie zwar ihrem Mann zugewendet, ihr Blick richtet sich aber lächelnd in die Gegenrichtung.
Auf den ersten Blick scheint die beiden nicht viel zu verbinden und dennoch bestätigen sie sich in ihrer Gegensätzlichkeit und bekräftigen damit ihre Eigenart.

## Vergleich der Figurenpaare
Zwei völlig gegensätzliche Charaktere sind einander gegenübergestellt. Auch die beiden Ehefrauen, Uta von Ballenstedt und Reglindis sind gewissermaßen antithetisch charakterisiert. Hoheitsvoll, aristokratisch und unnahbar kühl die eine, mitteilsam und gewinnend die andere.
Ekkehard ist größer als Uta und die beiden sind, schon aufgrund ihrer Körpergröße, ein vollendetes Paar. Sie gehören zusammen, obwohl beide völlig isoliert stehen. Beim Paar gegenüber sieht es so aus, als sei die Frau größer als der Mann. Überhaupt hat der Naumburger Meister die beiden ganz verschieden in Szene gesetzt. Der Mann ist gedankenverloren, Jenseitigem nachhängend, innerlich anteilnehmend und scheint fast hilfebedürftig und demütig hingebungsvoll zu sein. Dagegen fest im Leben stehend und das Leben liebend die Frau, welche ganz und gar nicht schüchtern wirkt. Sie träumt nicht und ist ganz von dieser Welt.
Je weiter man die Charakterisierung der Figuren durch ihre Darstellung fortführt, desto dringlicher stellt man sich die Frage, ob der Bildhauer nicht einen detaillierten Auftrag gehabt hatte, um „das gesamte Wissen der Zeit um die Geschichte der auch damals schon längst Verstorbenen in die Standbilder einfließen zu lassen.“ Man kann jedoch annehmen, dass man damals, wie auch heute, schon sehr wenig Informationen zu den Dargestellten hatte und man demnach die Gestaltung der Skulpturen dem Künstler überließ. Im anderen Fall wurde der Naumburger Meister beauftragt, einen Markgrafen zu erfinden, der ein mächtiger und erfolgreicher Herrscher war, und einen anderen, der ein Leben im Dienste Gottes führte.
Trotzdem wurde und wird immer noch versucht, die Darstellung mit der Geschichte zu vereinen. Damals haben die Menschen Sagen erfunden, indem den Figuren charakteristische Taten nachgesagt wurden. Aber auch mit einer solchen Betrachtung geht man in die Irre: Man sah in dem „jenseitsbezogenen Ausdruck der Statue einen Hinweis auf seinen geistlichen Rang.“ Jedoch war das Idealbild eines Domherren zu dieser Zeit ganz anders.
Vergleicht man die zwei Frauen miteinander, bezieht man sich zuallererst auf die mit Lilien besetzte Krone der Uta von Naumburg. Sie war aus wertvollstem Material und konnte somit zweifelsohne nur von einer bedeutenden Adligen, wenn nicht sogar nur von einer Königin getragen werden. Aber nicht Uta gebührt eine Königskrone, sondern ihrer Schwägerin Reglindis, da sie eine polnische Königstochter ist. Daraus erschließt sich, dass eigentlich Reglindis mit der heute als Uta bekannten Stifterfigur gemeint war, d. h. „das heutige Stifterpaar Hermann und Reglindis eigentlich die heutigen Ekkehard und Uta und umgedreht waren.“ Wann es zu dieser Verwechslung kam und ob die Bezeichnung auf Ekkehards Wappenschild erst nachträglich hinzugefügt wurde, ist jedoch unklar. „Möglicherweise bestätigen Farbuntersuchungen, […], dass die Beschriftung des Wappenschilds von Ekkehard erst um 1517/18 angebracht wurde, als die Stifterfiguren und Passionsreliefs eine neue Farbfassung erhielten.“ Dagegen zeigen neue Untersuchungsergebnisse zur Polychromie der Naumburger Stifterfiguren auch in der Farbfassung aus dem 13. Jh., dass auf dem Schild Ekkehards die Bezeichnung ECHARD[US] vorhanden ist.
Dagegen spricht, dass Reglindis sehr früh starb. Zum Zeitpunkt ihrer Eheschließung mit Hermann 1002/03 war sie etwa vierzehn Jahre alt. Laut Rudolf Ströwesand, dessen genealogische Forschungen trotz manch falscher Spekulationen in vielen Punkten das Richtige treffen, soll Reglindis, unter Berufung auf Thietmar von Merseburg vor 1007, vielleicht 1005 im Kindbett gestorben sein. Also auf jeden Fall noch vor der Erhebung ihres Vaters zum polnischen König, weshalb die Bezeichnung der Reglindis als Königstochter konstruiert und irrig ist.

## Vorbilder und Einflüsse
Die Figur der Reglindis könnte nach einer Beschreibung Isoldes in Gottfrieds Tristan gestaltet sein. Denn wie Reglindis repräsentiert auch Isolde ein höfisches Frauenideal. Gottfried von Straßburg beschrieb die Erscheinung der Isolde in seinem Tristan sehr ausführlich und diese Beschreibung könnte, mit ein paar Veränderungen, auch auf die Reglindis zutreffen.
Schon unabhängig von einem Meisternamen wurde das Verhältnis der Skulpturen in Naumburg zur zeitgenössischen Produktion in Frankreich erörtert.
Wilhelm Bode leugnete den französischen Einfluss auf die Skulpturenwerke im Naumburger Dom, seiner Meinung nach standen die Arbeiten allein in der sächsischen Tradition.
Franz von Reber stellte dagegen im selben Jahr, 1886, in seiner Kunstgeschichte des Mittelalters eine Gegenthese zu Bode auf. Er nannte die französische Stilentwicklung explizit als Voraussetzung der Naumburger Skulpturen. Der Naumburger Meister würde zwar durchaus deutsch sehen und empfinden, doch die naturnahe Ausgestaltung der Skulpturen müsste man dem französischen Vorbild verdanken. Diese Auffassung vertrat 1890 auch Wilhelm Lübke, der die Naumburger Stifterfiguren unter dem Gesichtspunkt eines durch französische Vorbilder initiierten Fortschritts zu größerer Naturwahrheit betrachtete.
Georg Dehio unternahm 1890 dann die Suche nach konkreten französischen Vorbildern für Skulpturarbeiten an Domen im deutschen Reichsgebiet, die bei von Reber und Lübke als Voraussetzung unterstellt, aber noch nicht an bestimmten Bildhauerarbeiten aufgezeigt worden waren. Er zeigte die Reimser Heimsuchungsgruppe als vorbildgebend für die Bamberger Figuren auf. Dehio regte an, auch die sächsisch-thüringische Skulptur auf französische Anregungen hin wissenschaftlich zu erforschen.
August Schmarsow legte 1892 die erste umfangreiche Monographie zur Naumburger Skulptur vor, in der er zwar auch vom französischen Vorbild sprach, die Figuren dann aber als ‚heimische Frucht‘ bezeichnete, die das französische Vorbild übertroffen habe. Nach Schmarsow muss zwischen der Aneignung französischer Architektur und der Aneignung französischer Skulptur in Deutschland unterschieden werden. „Während sich die Qualität der Architektur des Naumburger Westchors im Grad der geglückten Aneignung des französischen Vorbildes zeige, liege der Wert der Skulptur gerade darin, dass sie von französischen Vorbildern unberührt geblieben sei.“